# Omieg górski

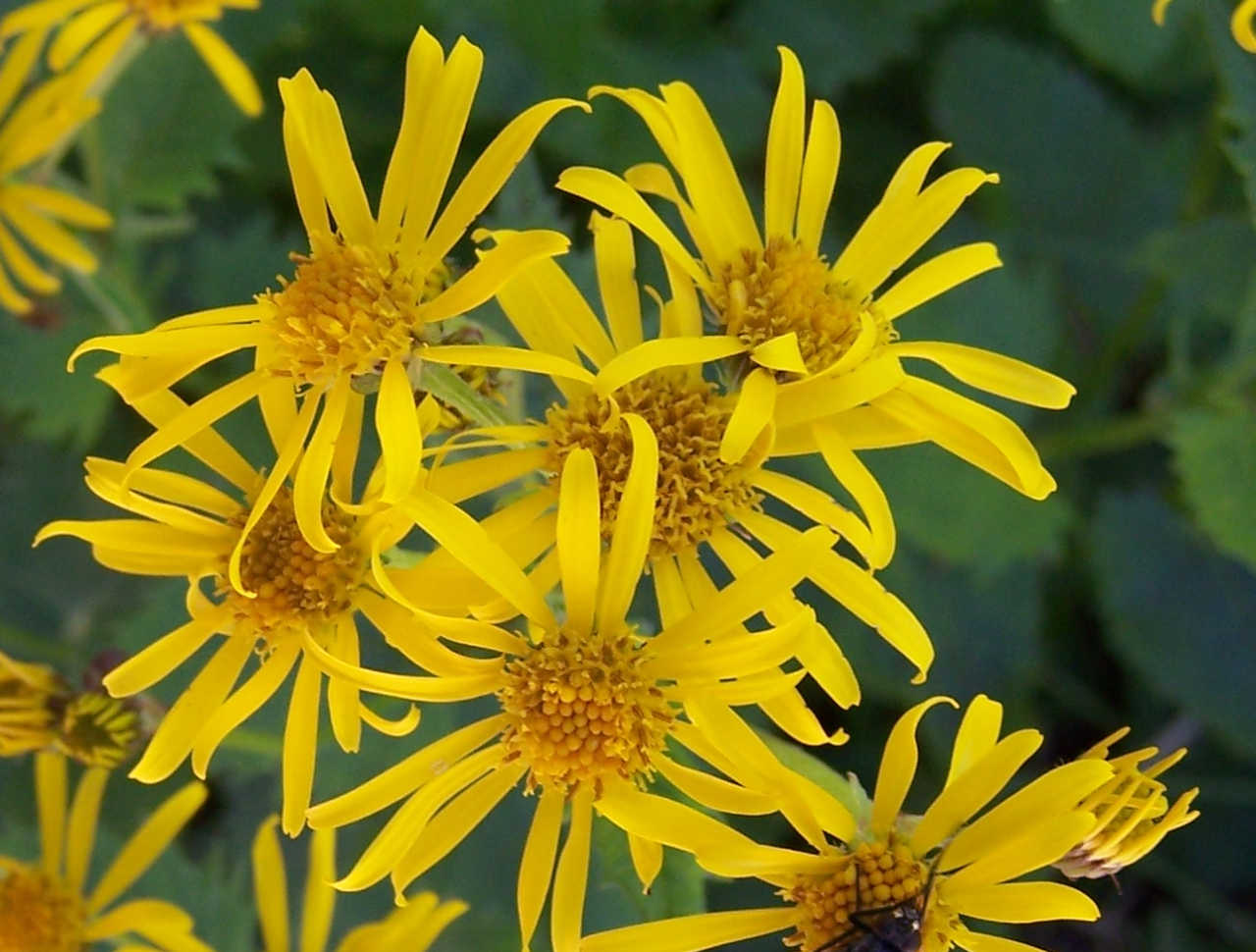
Kwiatostany

Omieg górski (Doronicum austriacum Jacq.) – gatunek rośliny z rodziny astrowatych. Występuje w górach Azji Mniejszej oraz zachodniej, południowej i środkowej Europy. W Polsce występuje głównie w wyższych partiach gór – w Karpatach i Sudetach (góry otaczające Kotlinę Kłodzką), gdzie jest rośliną pospolitą. Poza tym ma mocno rozproszone stanowiska na Wyżynie Śląsko-Krakowskiej, Małopolskiej i w Górach Świętokrzyskich.

## Morfologia
PokrójObficie owłosiona roślina zielna osiągająca do 120, rzadziej 150 cm wysokości. Z krótkiego, pozbawionego rozłogów kłącza wyrastają liczne korzenie przybyszowe i wzniesiona, obficie ulistniona i zwykle rozgałęziona w górze łodyga.
LiścieWyrastają na łodydze naprzemianlegle. Dolne liście są stosunkowo niewielkie, osadzone na ogonkach z uszkowatymi nasadami. Ich blaszki są sercowate lub jajowate, z sercowatą nasadą. Liście te zamierają w czasie kwitnienia. Środkowe liście są największe, mają blaszki o charakterystycznym, skrzypcowatym kształcie. Górne liście są mniejsze, podługowate, z tępym wierzchołkiem. Liście środkowe i górne obejmują łodygę sercowatymi nasadami. Ich blaszki są całobrzegie lub drobno i odlegle ząbkowane. Od spodu, zwłaszcza na nerwach liście są silnie owłosione.
KwiatyZebrane w liczne koszyczki o średnicy dochodzącej do 7 cm (licząc wraz z płatkami kwiatów języczkowych). Wyrastające na długich szypułach z kątów liści. Okrywa koszyczków jest omszona i ogruczolona, składa się z listków wyrastających w 2–3 szeregach i osiągających 1–1,5 cm długości. W koszyczku zewnętrzne kwiaty języczkowe są wyłącznie kwiatami żeńskimi, wewnętrzne rurkowe są obupłciowe. Wszystkie kwiaty są żółte, nieco jaśniejsze niż u pokrewnego gatunku, omiegu kozłowca.
OwoceNiełupki ok. 2 mm długości, żeberkowane. Niełupki z wnętrza kwiatostanu (powstające z kwiatów rurkowatych) pokryte są sztywnymi, białawymi włoskami i mają żółtawy puch kielichowy o długości ok. 5 mm, zewnętrzne niełupki, powstałe z kwiatów żeńskich są nagie i bez puchu kielichowego.

## Biologia i ekologia
- Bylina. Kwitnie od czerwca do sierpnia[5], jest owadopylna. Wygląd zewnętrzny i wzrost rośliny zależy w dużym stopniu od wysokości nad poziomem morza i związanymi z tym warunkami życia. Najbujniej rozwija się na niższych wysokościach, w ziołoroślach i wśród kosodrzewiny.
- Siedlisko: widne miejsca w wilgotnych lasach[5] i w kosówce, ziołorośla, nad potokami. Roślina górska, jej pionowy zasięg w Tatrach dochodzi do 2000 m n.p.m., ale występuje głównie w reglu górnym i piętrze kosówki. Hemikryptofit. Rośnie zarówno na podłożu wapiennym, jak i granitowym.
- Fitosocjologia: gatunek charakterystyczny dla związku (All.) Adenostylion alliariae[6].
- Liczba chromosomów 2n= 60[7].

## Zagrożenia i ochrona
Roślina objęta była w Polsce ścisłą ochroną gatunkową w latach 2012–2014. Zagrożone są głównie stanowiska tej rośliny na niżu z powodu osuszania terenów podmokłych, regulacji rzek oraz gospodarczego użytkowania lasów.